# Большой Ямсовей
Большой Ямсовей — река в России, протекает по территории Пуровского района Ямало-Ненецком автономном округе. Устье реки находится в 93 км по правому берегу реки Ямсовей. Длина реки — 126 км, площадь водосборного бассейна — 1280 км².

## Притоки
- 7 км: Ярэйяха (пр)
- 74 км: Янгъяха (лв)
- 96 км: Салпатаяха (пр)
- 96 км: Малгрейяха (лв)
- 99 км: Япсияха (пр)
- 101 км: Тойяха (пр)
- 103 км: Валекъяха (лв)
- 111 км: Етуяха (лв)
- 114 км: Пайяяха (лв)
- 121 км: Едурчейяха (лв)
- Ханчейяха (пр)
- 126 км: Левый Ямсовей (лв)
- 126 км: Правый Ямсовей (пр)

## Данные водного реестра
По данным государственного водного реестра России относится к Нижнеобскому бассейновому округу, водохозяйственный участок реки — Пур. Речной бассейн реки — Пур.
Код объекта в государственном водном реестре — 15040000112115300059828.